# Andrew Hammond
Pour les articles homonymes, voir Hammond.
Andrew Hammond (né le 11 février 1988 à White Rock dans la province de Colombie-Britannique au Canada) est un joueur professionnel canadien de hockey sur glace. Il évolue au poste de gardien de but.

## Biographie
Hammond a joué son hockey junior dans la Ligue de hockey de la Colombie-Britannique (LHCB),. Après avoir joué un match avec les Bulldogs de Alberni Valley en 2006-2007, il joue deux saisons avec les Vipers de Vernon et termine la saison 2008-2009 avec un pourcentage d'arrêts à 91,2% et une moyenne de 2,30 buts encaissés par match. À sa dernière saison avec les Vipers, il remporte avec l'équipe la coupe de la Banque royale remis au vainqueur de la Ligue de hockey junior canadienne et réalise un blanchissage lors de la finale contre les Broncos de Humboldt en gagnant le match 2-0.
En 2009, Hammond part jouer pour les Falcons de l'Université d'État de Bowling Green et joue quatre saisons avec l'équipe universitaire. En mars 2013, alors qu'Hammond n'a pas été repêché dans la Ligue nationale de hockey, il signe un contrat de deux ans en tant qu'agent libre avec les Sénateurs d'Ottawa. Il est assigné aux Senators de Binghamton, franchise affiliée à Ottawa dans la Ligue américaine de hockey pour la saison suivante.
Le 26 février 2014, il est rappelé par les Sénateurs pour remplacer Craig Anderson, qui doit être avec son épouse pour la naissance de son deuxième enfant, et le lendemain, lors d'un match contre les Red Wings de Détroit, Hammond entre sur la glace lors de la deuxième période pour remplacer Robin Lehner qui a encaissé six buts. Hammond a terminé le match et a bloqué tous les tirs reçus (11).
En février 2015, il vient en renfort aux Sénateurs à la suite des blessures des gardiens Lehner et Anderson. Le 18 février, il effectue son premier départ dans la LNH lors d'un match contre les Canadiens de Montréal et récolte sa première victoire, en réalisant 42 arrêts lors de la victoire 4-2 et est nommé première étoile du match. Deux matchs et sept jours plus tard, il réalise son premier blanchissage alors que les Sénateurs battent les Ducks d'Anaheim 3-0, puis un second consécutif le lendemain lors d'une victoire 1-0 contre les Kings de Los Angeles. Le 2 mars 2015, il est récompensé pour ses récents succès en étant élu la première étoile de la semaine dans la LNH.
À la suite d'une victoire 2-1 en prolongation contre les Hurricanes de la Caroline le 17 mars, le « Hamburglar » égale un record vieux de 76 ans qui appartient à Frank Brimsek en 1938-1939 en encaissant deux buts ou moins à ses douze premiers matchs dans la ligue. Il subit finalement sa première défaite en temps régulier le 27 mars contre les Rangers de New York, alors que les Sénateurs sont défaits 5-1.
Ayant aidé les Sénateurs à être encore présents dans la course aux séries éliminatoires, il est élu le 1er avril première étoile du mois de mars dans la LNH en affichant un dossier de 10-1-1 avec une moyenne de 2,09 buts encaissés par match et un taux d'arrêts de 93 %. La même journée, il est candidat des Sénateurs pour le trophée Bill-Masterton, remis au joueur ayant démontré le plus de qualité de persévérance et d'esprit d'équipe.
Il aide finalement les Sénateurs à se qualifier aux séries éliminatoires lors du dernier match de la saison régulière à la suite d'une victoire 3-1 face aux Flyers de Philadelphie. Il termine la saison régulière 2014-2015 avec une fiche de 20-1-2, une moyenne de 1,79 but encaissé par match, un taux d'arrêts à 94,1 % et trois blanchissages. Confronté aux Canadiens de Montréal lors du premier tour des séries où son équipe sera éliminé 4 matchs à 2, il est remplacé par Anderson après deux défaites lors des deux premiers matchs. Le 20 mai, peu après la fin de saison pour les Sénateurs, il prolonge son contrat avec les Sénateurs pour trois ans et un total de 4,05 millions de dollars.
Le 12 février 2022, il est échangé au Canadiens de Montréal en retour de l'attaquant Brandon Baddock
Le 21 Mars 2022, il est échangé au Devils du New Jersey en retour de l'attaquant Nate Schnarr.

## Statistiques
| Saison     | Équipe                   | Ligue      |    | Saison régulière | Saison régulière | Saison régulière | Saison régulière | Saison régulière | Saison régulière | Saison régulière | Saison régulière | Saison régulière | Saison régulière |   | Séries éliminatoires | Séries éliminatoires | Séries éliminatoires | Séries éliminatoires | Séries éliminatoires | Séries éliminatoires | Séries éliminatoires | Séries éliminatoires | Séries éliminatoires |
| Saison     | Équipe                   | Ligue      | PJ | V                | D                | Pr/N             | Min              | BC               | Moy              | % Arr            | Bl               | Pun              | PJ               | V | D                    | Min                  | BC                   | Moy                  | % Arr                | Bl                   | Pun                  |                      |                      |
| 2008-2009  | Vipers de Vernon         | BCHL       | 43 | 27               | 12               | 1                | 2 479            | 95               | 2,3              | 91,2             | 5                | 2                | -                | - | -                    | -                    | -                    | -                    | -                    | -                    | -                    |                      |                      |
| 2009-2010  | Bowling Green University | CCHA       | 19 | 0                | 12               | 2                | 837              | 60               | 4,3              | 88,0             | 0                | 0                | -                | - | -                    | -                    | -                    | -                    | -                    | -                    | -                    |                      |                      |
| 2010-2011  | Bowling Green University | CCHA       | 27 | 6                | 17               | 3                | 1 528            | 68               | 2,67             | 91,5             | 2                | 0                | -                | - | -                    | -                    | -                    | -                    | -                    | -                    | -                    |                      |                      |
| 2011-2012  | Bowling Green University | CCHA       | 44 | 14               | 24               | 5                | 2 615            | 119              | 2,73             | 90,3             | 2                | 0                | -                | - | -                    | -                    | -                    | -                    | -                    | -                    | -                    |                      |                      |
| 2012-2013  | Bowling Green University | CCHA       | 29 | 10               | 15               | 3                | 1 625            | 67               | 2,47             | 91,7             | 3                | 2                | -                | - | -                    | -                    | -                    | -                    | -                    | -                    | -                    |                      |                      |
| 2013-2014  | Sénateurs d'Ottawa       | LNH        | 1  | 0                | 0                | 0                | 35               | 0                | 0                | 100              | 0                | 0                | -                | - | -                    | -                    | -                    | -                    | -                    | -                    | -                    |                      |                      |
| 2013-2014  | Senators de Binghamton   | LAH        | 48 | 25               | 19               | 3                | 2 733            | 128              | 2,81             | 91               | 1                | 0                | 4                | 1 | 3                    | 265                  | 13                   | 2,95                 | 89,1                 | 0                    | 0                    |                      |                      |
| 2014-2015  | Sénateurs d'Ottawa       | LNH        | 24 | 20               | 1                | 2                | 1 411            | 42               | 1,79             | 94,1             | 3                | 0                | 2                | 0 | 2                    | 122                  | 7                    | 3,44                 | 91,4                 | 0                    | 0                    |                      |                      |
| 2014-2015  | Senators de Binghamton   | LAH        | 25 | 7                | 13               | 2                | 1 369            | 80               | 3,51             | 89,8             | 2                | 0                | -                | - | -                    | -                    | -                    | -                    | -                    | -                    | -                    |                      |                      |
| 2015-2016  | Sénateurs d'Ottawa       | LNH        | 24 | 7                | 11               | 4                | 1 382            | 61               | 2,65             | 91,4             | 1                | 2                | -                | - | -                    | -                    | -                    | -                    | -                    | -                    | -                    |                      |                      |
| 2015-2016  | Senators de Binghamton   | LAH        | 2  | 0                | 2                | 0                | 119              | 8                | 4,05             | 86,4             | 0                | 0                | -                | - | -                    | -                    | -                    | -                    | -                    | -                    | -                    |                      |                      |
| 2016-2017  | Sénateurs d'Ottawa       | LNH        | 6  | 0                | 2                | 0                | 206              | 14               | 4,08             | 83,7             | 0                | 0                | -                | - | -                    | -                    | -                    | -                    | -                    | -                    | -                    |                      |                      |
| 2016-2017  | Senators de Binghamton   | LAH        | 5  | 2                | 3                | 0                | 297              | 16               | 3,24             | 88,4             | 0                | 0                | -                | - | -                    | -                    | -                    | -                    | -                    | -                    | -                    |                      |                      |
| 2017-2018  | Senators de Belleville   | LAH        | 18 | 8                | 6                | 2                | 987              | 55               | 3,34             | 90               | 0                | 0                | -                | - | -                    | -                    | -                    | -                    | -                    | -                    | -                    |                      |                      |
| 2017-2018  | Avalanche du Colorado    | LNH        | 1  | 0                | 1                | 0                | 59               | 2                | 2,07             | 93,9             | 0                | 0                | 3                | 1 | 1                    | 138                  | 6                    | 2,63                 | 93,3                 | 0                    | 0                    |                      |                      |
| 2017-2018  | Rampage de San Antonio   | LAH        | 1  | 1                | 0                | 0                | 60               | 1                | 1                | 96,9             | 0                | 0                | -                | - | -                    | -                    | -                    | -                    | -                    | -                    | -                    |                      |                      |
| 2018-2019  | Wild de l'Iowa           | LAH        | 33 | 19               | 14               | 0                | 1 988            | 93               | 2,81             | 91,0             | 3                | 0                | 11               | 5 | 6                    | 683                  | 28                   | 2,46                 | 91,2                 | 2                    | 2                    |                      |                      |
| 2019-2020  | Americans de Rochester   | LAH        | 33 | 16               | 12               | 3                | 1 923            | 81               | 2,53             | 90,8             | 4                | 2                | -                | - | -                    | -                    | -                    | -                    | -                    | -                    | -                    |                      |                      |
| 2021-2022  | Wild de l'Iowa           | LAH        | 11 | 6                | 2                | 3                |                  |                  | 2,44             | 90,8             | 8                |                  | -                | - | -                    | -                    | -                    | -                    | -                    | -                    | -                    |                      |                      |
| 2021-2022  | Canadiens de Montréal    | LNH        | 4  | 3                | 0                | 0                |                  |                  | 2,40             | 92,0             | -                |                  | -                | - | -                    | -                    | -                    | -                    | -                    | -                    | -                    |                      |                      |
| 2021-2022  | Devils du New Jersey     | LNH        | 7  | 1                | 5                | 1                |                  |                  | 4,66             | 86,0             | -                |                  | -                | - | -                    | -                    | -                    | -                    | -                    | -                    | -                    |                      |                      |
| 2022-2023  | Traktor Tcheliabinsk     | KHL        | 2  | 0                | 2                | 0                |                  |                  | 4,33             | 85,1             | 0                |                  | -                | - | -                    | -                    | -                    | -                    | -                    | -                    | -                    |                      |                      |
| Totaux LNH | Totaux LNH               | Totaux LNH | 67 | 31               | 20               | 7                | 3 679            | 157              | 2,56             | 91,6             | 4                | 2                | 5                | 1 | 3                    | 260                  | 13                   | 3,00                 | 92,4                 | 0                    | 0                    |                      |                      |